# Neuroleon indistinctus
Neuroleon indistinctus är en insektsart som först beskrevs av Navás 1912.  Neuroleon indistinctus ingår i släktet Neuroleon och familjen myrlejonsländor. Inga underarter finns listade i Catalogue of Life.